# نووسترویفکا-پروایا
نووسترویفکا-پروایا (انگلیسی: Novostroyevka-Pervaya) یک شهرک در بخش گرایفسکی استان بلگورود کشور روسیه است.